# Світовська
Сві́товська (рос. Световская) — селище у складі Панкрушихинського району Алтайського краю, Росія. Входить до складу Подойниковської сільської ради.

## Населення
Населення — 109 осіб (2010; 175 у 2002).
Національний склад (станом на 2002 рік):
- росіяни — 88 %